# Tytorowe
Tytorowe (ukrainisch Титорове) ist eine Ansiedlung in der ukrainischen Oblast Dnipropetrowsk mit etwa 1000 Einwohnern (2004).

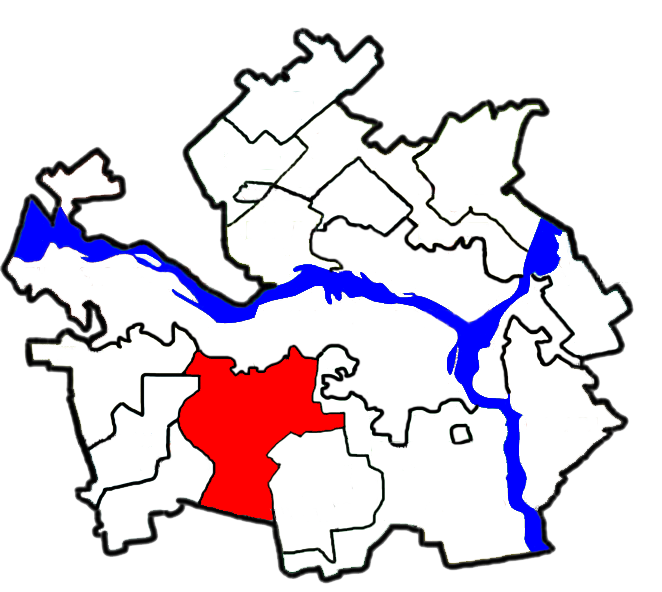
Gemeindegebiet der Landratsgemeinde Tytorowe innerhalb des Rajon Dnipro

Die Siedlung liegt an der Fernstraße N 08 21 km südöstlich von Kamjanske und 27 km südwestlich vom Oblastzentrum Dnipro. Horkoho besitzt eine Bahnstation an der Bahnstrecke Dnipro–Werchiwzewe.
Am 12. Juni 2020 wurde das Dorf ein Teil der neugegründeten Landgemeinde Mykolajiwka, bis dahin bildete es zusammen mit den Dörfern Dolynske (Долинське), Nowe (Нове) und Paschena Balka (Пашена Балка) sowie die Ansiedlung Schewtschenko (Шевченко) die gleichnamige Landratsgemeinde Mykolajiwka (Миколаївська сільська рада/Mykolajiwska silska rada) im Westen des Rajons Dnipro.